# تپه عباسی
تپه عباسی مربوط به دوران پیش از تاریخ ایران باستان تا دوران‌های تاریخی پس از اسلام است و در شهرستان نکا، بخش مرکزی، روستای شهاب الدین واقع شده و این اثر در تاریخ ۱ مهر ۱۳۸۲ با شمارهٔ ثبت ۱۰۲۹۸ به‌عنوان یکی از آثار ملی ایران به ثبت رسیده است.